# Kirche Hl. Großmärtyrer Prokopios (Breza)

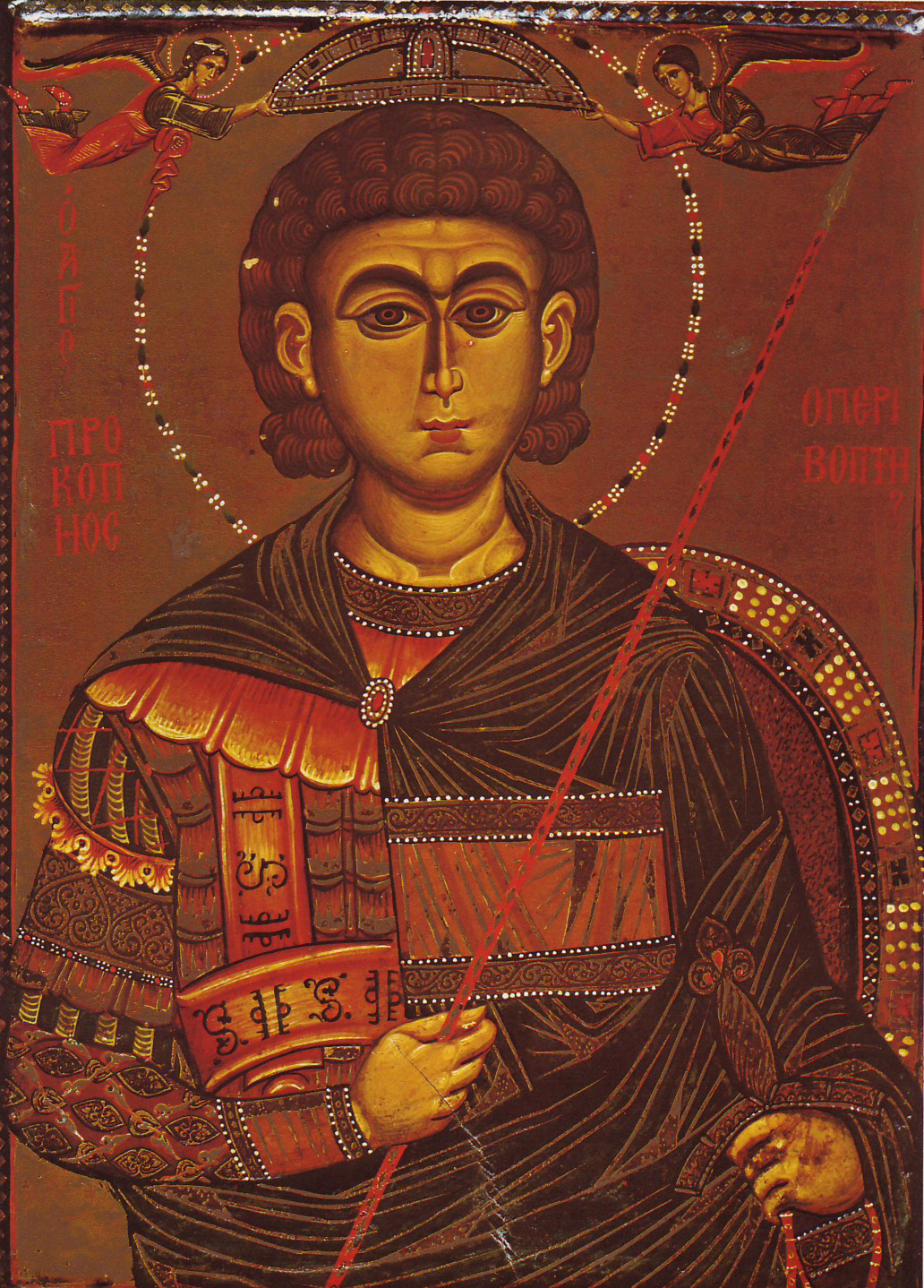
Ikone des Hl. Großmärtyrer Prokopios

Die Kirche Hl. Großmärtyrer Prokopios (serbisch Црква Светог великомученика Прокопија  Crkva Svetog velikomučenika Prokopija) in Breza ist eine serbisch-orthodoxe Kirche in Bosnien und Herzegowina. Sie ist dem Heiligen Großmärtyrer Prokopius geweiht. Die Kirche gehört zur Metropolie von Dabrobosnien der serbisch-orthodoxen Kirche. Das Gotteshaus steht im Zentrum der Stadt. 

## Geschichte
Erbaut wurde die Kirche des Hl. Großmärtyrer Prokopios von 1930 bis 1936 im Stil der Morava-Schule, einem der typisch Serbisch-byzantinischen Stile der serbisch-orthodoxen Kirche. Auffällig ist die mit in Rot und Ocker gemalte Außenfassade der Kirche.
Das Bauland, auf dem die Kirche erbaut wurde, ist ein Geschenk des pensionierten Priesters Jovan Marjanović gewesen. Eingeweiht wurde die Kirche am Tag des Hl. Apostel Petrus 1936 vom damaligen Metropoliten Petar Dabrobosanski (Zimonjić). Metropolit Petar Zimonjić wurde während des Zweiten Weltkriegs von Angehörigen der Ustascha ermordet und zum Heiligen der Serbisch-orthodoxen Kirche erklärt.

### Pfarrei Breza
Gegründet wurde die Pfarrei von Breza 1940 aus Teilen der Pfarreien Ilijaš, Vareš und Visoko. Bis 1940 gehörten Breza und die umliegenden Dörfer zu Pfarrei von Ilijaš. Bei ihrer Gründung gehörten der Pfarrei 300 Haushalte an. Bis 1972 hatte die neu gegründete Pfarrei keinen ständigen Priester. 
Als Priester dienten in der Kirche Hl. Großmärtyrer Prokopios in Breza folgende Popen: Branislav Ristić, der als Eparchie Beamter bis April 1941 tätig war. Im April 1941 begann Hitlers Angriff auf das Königreich Jugoslawien. 
Ein Jahr nach Ende des Krieges wurde der schon pensionierte Priester Jovan Marjanović von 1946 bis 1949 Priester der Pfarrei. Slobodan Radović, eigentlich Pope der Pfarrei von Visoko hielt von 1949 bis 1963 die Gottesdienste in der Kirche. 
Von 1963 bis 1971 waren Priester aus Sarajevo in der Kirche tätig. Ranko Gunjić, Pope der Pfarrei von Vareš hielt Gottesdienste von 1971 bis 1972. Erst ab 1972 bekommt die Pfarrei mit Mile Racković einen dauerhaften Priester von 1972 bis 1992. 
Mit dem Beginnen des Bosnienkriegs (1992–1995) floh die Mehrheit der serbischen Bevölkerung der Pfarrei Breza aus der Stadt und den Dörfern. 
Während des Kriegs und bis 1997 hielt gelegentlich der Erzpriester Miroslav Drinčić Gottesdienste in der Kirche. Er ist seit 1997 Priester von Zenica. Inzwischen ist Miroslav Drinčić verstorben und die Pfarrei Zenica wird von Jadran Danilović geleitet. Von 1997 bis 1999 diente der ehemalige Priester Mile Racković im Gotteshaus. 
Ab 1999 bis 2001 war Priester der Pfarrei Boris Banduka, der auch Priester in Kakanj ist. Und ab 2001 dient in der Kirche als Priester Miroslav Vujičić ebenfalls auch Priester in Kakanj.

## Quelle
- Artikel über die Kirche auf der Seite der Metropolie Dabrobosnien, (serbisch)

Koordinaten: 44° 1′ 11,6″ N, 18° 15′ 42″ O